# Maidu (langue)
Cet article concerne la langue maidu. Pour le peuple maidu, voir Maidu.
Le maidu est une langue amérindienne de la famille des langues maiduanes parlée aux États-Unis, dans le Nord de la Californie dans les régions du pic Lassen et de la ville de Quincy. La langue est quasiment éteinte.